# Peltacanthina epixantha
Peltacanthina epixantha är en tvåvingeart som beskrevs av Friedrich Georg Hendel 1914. Peltacanthina epixantha ingår i släktet Peltacanthina och familjen bredmunsflugor. Inga underarter finns listade i Catalogue of Life.